# بوژورواتس
بوژورواتس (به صربی: Božurevac) یک منطقهٔ مسکونی در صربستان است که در Trstenik واقع شده‌است. بوژورواتس ۳۱۱ نفر جمعیت دارد.